# Viciria monodi
Viciria monodi là một loài nhện trong họ Salticidae.
Loài này thuộc chi Viciria. Viciria monodi được Lucien Berland & Millot miêu tả năm 1941.